# Cabanabona
Cabanabona es un municipio español de la provincia de Lérida, situado en la comarca de la Noguera. 

## Geografía humana

### Demografía
Cuenta con una población de 65 habitantes (INE 2024).
| Gráfica de evolución demográfica de Cabanabona entre 1842 y 2021 |
| |
| Población de derecho según los censos de población del INE Población de hecho según los censos de población del INEEntre el censo de 1857 y el anterior, crece el término del municipio porque incorpora a 255392 (Vilamajor) |

## Patrimonio cultural

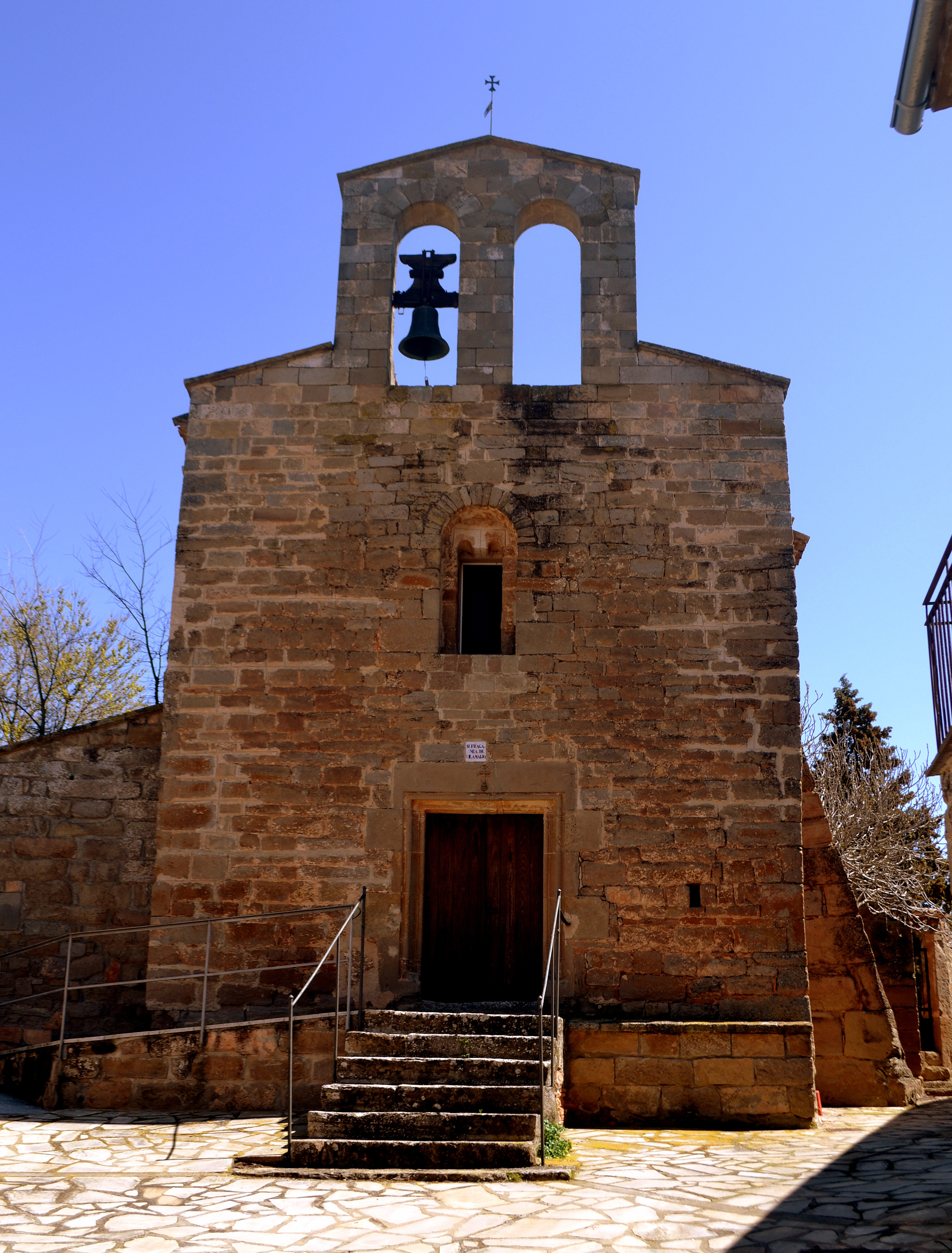
Iglesia parroquial de Santa María de Vilamajor

La iglesia parroquial está dedicada a San Juan Bautista. Es de origen románico y fue reformada por completo en 1686. El pueblo conserva algunos edificios del siglo XVII con decoraciones renacentistas.
En el núcleo agregado de Vilamajor se encuentra el castillo, citado en documentos de 1040, y cuyo señorío perteneció a Arnau de Vergós y más tarde a la familia Alemany. Se encuentra también la iglesia románica de Santa María. Es de nave única con ábside con arcuaciones. La portalada está completamente reformada. Tiene anexo un campanario de espadaña. Cerca de esta iglesia se encuentra una torre circular.
En el límite del término municipal se encuentra la capilla de San Pol y San Sebastián que conserva un ábside de origen románico del siglo XII en proceso de restauración, y desde el mirador de la ermita podemos contemplar unas panorámicas de los campos de cultivo y al fondo la sierra del Cadí.
Cabanabona celebra su fiesta mayor el penúltimo domingo del mes de agosto.

## Economía
La principal actividad económica es la agricultura. Destaca el cultivo de cereales, especialmente trigo, almendros y viñas.